# Alfredo Romagnoli (pittore)
Alfredo Romagnoli (Genzano di Roma, 5 gennaio 1915 – Roma, 21 marzo 2008) è stato un pittore italiano.

## Biografia
Studia prima presso la Scuola d'Arte Sacra di Roma, poi frequenta il Liceo Artistico, l'Accademia delle Belle Arti, la Scuola della Medaglia e la Facoltà di Architettura.
Tra il 1949 e il 1953 vince concorsi a cattedre per l'insegnamento dell'educazione artistica nelle scuole medie e poi della Storia dell'Arte nei licei. Insegna nella scuola media fino al 1977.
Pubblica alcuni manuali di educazione artistica per le scuole medie e di avviamento professionale: Impariamo a disegnare, (prima edizione 1954, Gremese editore); Impariamo a vedere (prima edizione 1960, Gremese editore); articoli di critica d'arte su Corriere mercantile di Genova e Figura.
Nel 1959, per incarico del Ministero della Pubblica Istruzione, organizza un corso di aggiornamento per insegnanti di educazione artistica a Venezia, presso l'Accademia di Belle Arti. Negli anni 1970/71 realizza un corso di lezioni televisive sulla storia dell'arte dedicate ciascuna a una città (Roma, Bologna, Venezia, Verona, Padova).
Tra il 1975 e il '76 insegna Storia dell'Arte nei corsi abilitanti per insegnanti di educazione artistica.
Ha svolto per 70 anni attività artistica essenzialmente come pittore partecipando a mostre nazionali (Quadriennale, Triennale, Mostra del Lazio) e collettive. Ha realizzato numerose mostre personali a Roma (alcune all'Agostiniana),  Milano, Livorno, Porto Ercole, Perugia, Chicago ecc.
Nel 1985 ha vinto il concorso per la realizzazione di un ambone per la chiesa di Santa Maria Maggiore di Spello.
Nel 1999 è stato insignito dell'onorificenza di Cavaliere, Ordine al Merito della Repubblica Italiana, dal presidente Scalfaro. Muore a Roma il 21 marzo del 2008.